# スウェーデン・ノヴゴロド戦争
N：ノヴゴロド　P：プスコフ

L：ラドガ　V：ヴィボルグ

O：オレシェク（ネヴァ川水源）

Nr：ネヴァ川河口

Ir：イジョラ川河口

Vr：ヴオクサ川河口

Or：ヴォルホフ川

Fg：フィンランド湾

Ll：ラドガ湖　Cl：チュド湖
スウェーデン・ノヴゴロド戦争（スウェーデン・ノヴゴロドせんそう）は、12世紀から15世紀にかけてのスウェーデン王国とノヴゴロド公国（ノヴゴロド共和国）間の諸戦闘である。両国はフィンランド湾北岸からインゲルマンランド / インゲルマンランディヤ（スウェーデン語名 / ロシア語名。フィンランド湾南岸東部（レニングラード州西部）。以下、便宜上「イングリア（英語名）」を用いる。）にかけての支配権をかけて度々衝突した。イングリアは北欧と東ローマ帝国をつなぐ河川交易路（ヴァリャーグからギリシアへの道）の入り口にあたり、ハンザ同盟興隆期にはその勢力圏に含まれた地域であった。また、当時カトリック国であったスウェーデンにおいて、正教国ノヴゴロドへの侵攻には、宗教的闘争の意味合いが含まれていた（北方十字軍）。ただし、14世紀までの公式のローマ教皇の教皇勅書には、同地に対する十字軍の開始を宣言するものは存在しない。両国の対立関係は、ノヴゴロド共和国が15世紀後半にモスクワ大公国に吸収合併される形で消滅した。
（留意事項）：便宜上、現ロシアの地名はロシア語準拠表記を用い、現スウェーデンとフィンランドの地名はスウェーデン語準拠表記を用いる。また、旧称を用いたものもある。ただし「カレリア」「イングリア」等日本語文献において英語準拠表記が用いられているものはその限りではない。現在の各国語表記については各リンク先を参照されたし。
（関連項目）：本頁はノヴゴロド共和国が15世紀後半に消滅するまでの期間を扱う。以降のスウェーデン・ロシア国家間の戦争に関しては、en:List of wars between Russia and Sweden、sv:Rysk-svenska krig、ru:Русско-шведские войны等の各項目を参照されたし。

## 前史
スウェーデン・ヴァイキング（ヴァリャーグ）は、その勢力の拡大に際して、主としてスカンディナヴィア半島から東方に進出した。スウェーデン・ヴァイキングはネヴァ川を押さえ、イングリアの都市・ラドガとの交易を行っていた。一方、ルーシでは首都をキエフに置くリューリク朝の政権・キエフ大公国が興り、各地にリューリク朝出身者を公（クニャージ）として派遣・統治していた。ラドガは、ノヴゴロド公の治めるノヴゴロド公国領の都市であった。しかし988年に、キエフ大公国の長・キエフ大公ウラジーミルが正教を国教として採用(ru)して以降、カトリックを採用したスウェーデン人と、ノヴゴロド人、また多神教徒との関係は悪化していった。
997年、ノルウェー王国の統治者エイリークの遠征軍によって、ラドガは破壊された。ラドガはさらに1015年にはエイリークの弟のSvein(ru)の攻撃を受けた。この紛争は1019年にキエフ大公（兼ノヴゴロド公）ヤロスラフと、スウェーデン王オーロフの娘インゲゲルド(ru)との結婚の後に調整がなされ、ラドガはインゲゲルドの所領という名目で、また花嫁からの持参金という名目でルーシ側に帰属した。ラドガを含むこの地域（イングリア）のスウェーデン語名 / ロシア語名であるインゲルマンランド / インゲルマンランディヤは、このインゲゲルドの名に由来する。ルーシ帰属後のラドガをポサードニクとして管理したのは、ヴェステルイェートランドのヤール（中世スカンジナビアの貴族、または州の太守）だったラグンヴァルド(ru)（後のスウェーデン王ステンキル(ru)の父）であった。なお、これより後世の1095年には、ラグンヴァルドの曾孫にあたるスウェーデン王女クリスティーナと、ノヴゴロド公ムスチスラフ（後にキエフ大公）との間に婚儀が結ばれている。

## 第一次スウェーデン十字軍前後

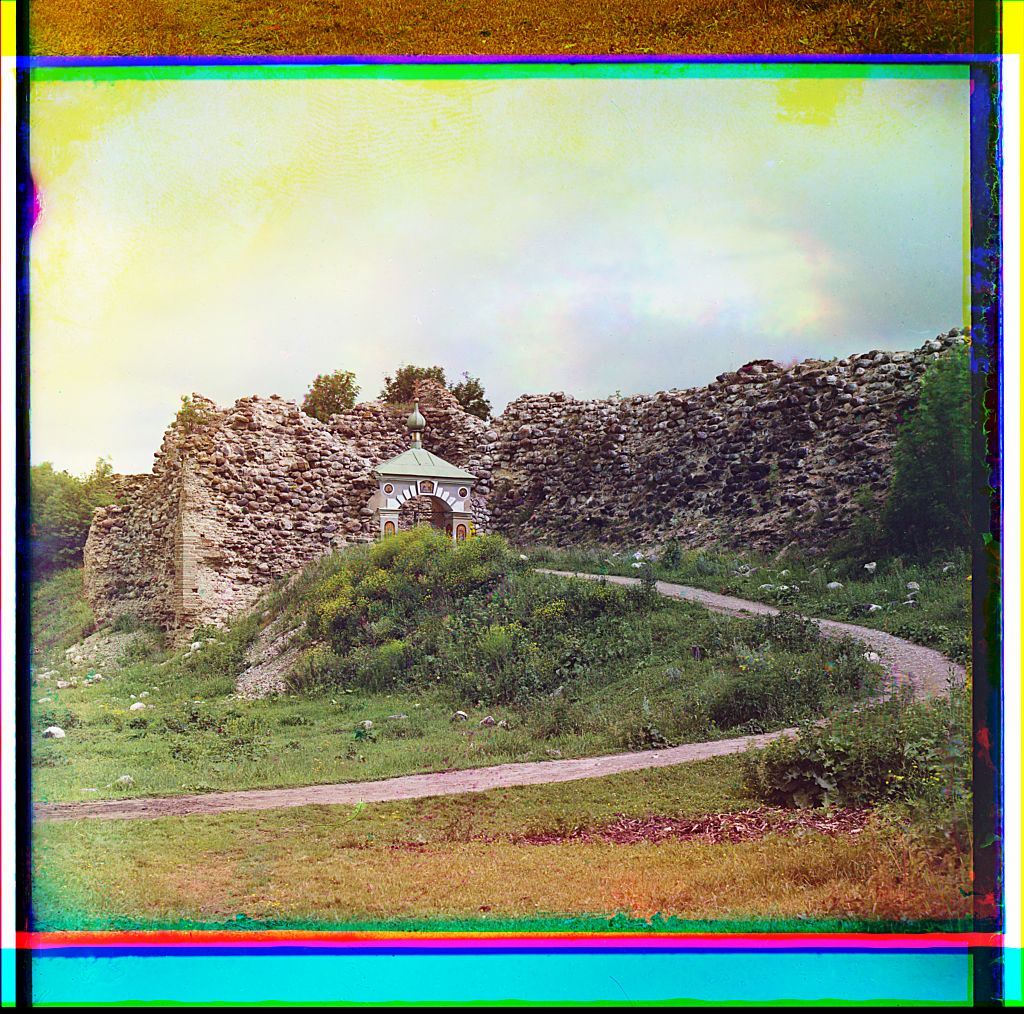
12世紀に建設されたスタラヤ・ラドガ（ラドガの現名称）要塞(ru)
（1909年、セルゲイ・プロクジン＝ゴルスキー撮影、デジタル合成着色）

この時期のスウェーデンとノヴゴロドの関係の確証に足る史料はわずかであるが、その史料により、スウェーデンとノヴゴロドの間の武力紛争が開始されていたことは明らかである。『ノヴゴロド第一年代記』の1142年の頁には、スウェーデン軍がバルト海域で3艘の商船からなるノヴゴロドの商隊を攻撃し、150人のノヴゴロド人が殺害されたことが記されている。また、3艘のシュネーカ(ru)（11 - 14世紀のスカンジナビアの兵船）が消失したことも併記されており、この出来事が、史料上における、スウェーデンとノヴゴロドの最初の武力衝突とみなされている。また1164年には、スウェーデンの大艦隊がラドガに迫ったが、ノヴゴロドから漕ぎつけたノヴゴロド公スヴャトスラフ、ポサードニク・ザハリーの船団に撃破され、43艘を失った。
一方、12世紀間には、ノヴゴロド人とそれに協力的なカレリア人とによって、スウェーデン領に対して海賊的襲撃を行う一団が組織されていた。伝説では、1191年にノヴゴロド人とカレリア人が、スウェーデンに対する海外遠征を行い、フィンランドのオーボを占領したというものがある。ただしスウェーデン、ノヴゴロドの年代記ともにこれに関する言及はない。
また、この時期の海賊的行為の一つとして、1187年にスウェーデンの都市Sigtuna(ru)が、何者かの略奪を受けている(ru)。伝説の中には、ノヴゴロドの聖ソフィア大聖堂に設置されているシグトゥーナの扉(ru)は、この遠征の戦利品としてノヴゴロドに運ばれたものであるというものがある。ただし、ノヴゴロドの史料上には、この襲撃に関する言及は一切見られず、いかに都市が破壊・略奪されたかという詳しい史料もまたない。スウェーデンの史料は、これを「異教徒の襲撃」とのみ記しており、14世紀初期の『エーリク年代記(ru)』のみが、この襲撃をカレリア人によるものと記している。いずれにせよ、この後の1188年に、スウェーデン人がスカンディナヴィア沿岸の、ドイツ人がゴットランド島のノヴゴロド人を攻撃しており、ノヴゴロド側は海上貿易の中断を強いられている。
また、スウェーデンの年代記には、12世紀末に、ヤールのJon(en)が9年に渡り、ノヴゴロドやイングリア沿岸との戦いを指揮していたという記述があるが、ルーシの史料からは同様の事象は確認できない。
最終的には、この種の（詳細は不確かであるものの、）軍事衝突を受けて、1195年にノヴゴロド、スウェーデン、ドイツ間において協定条約が結ばれた。すなわち、ノヴゴロド人、ドイツ人、ゴットランド島民間の相互の自由な来訪を保障するものである。

## 第二次スウェーデン十字軍前後

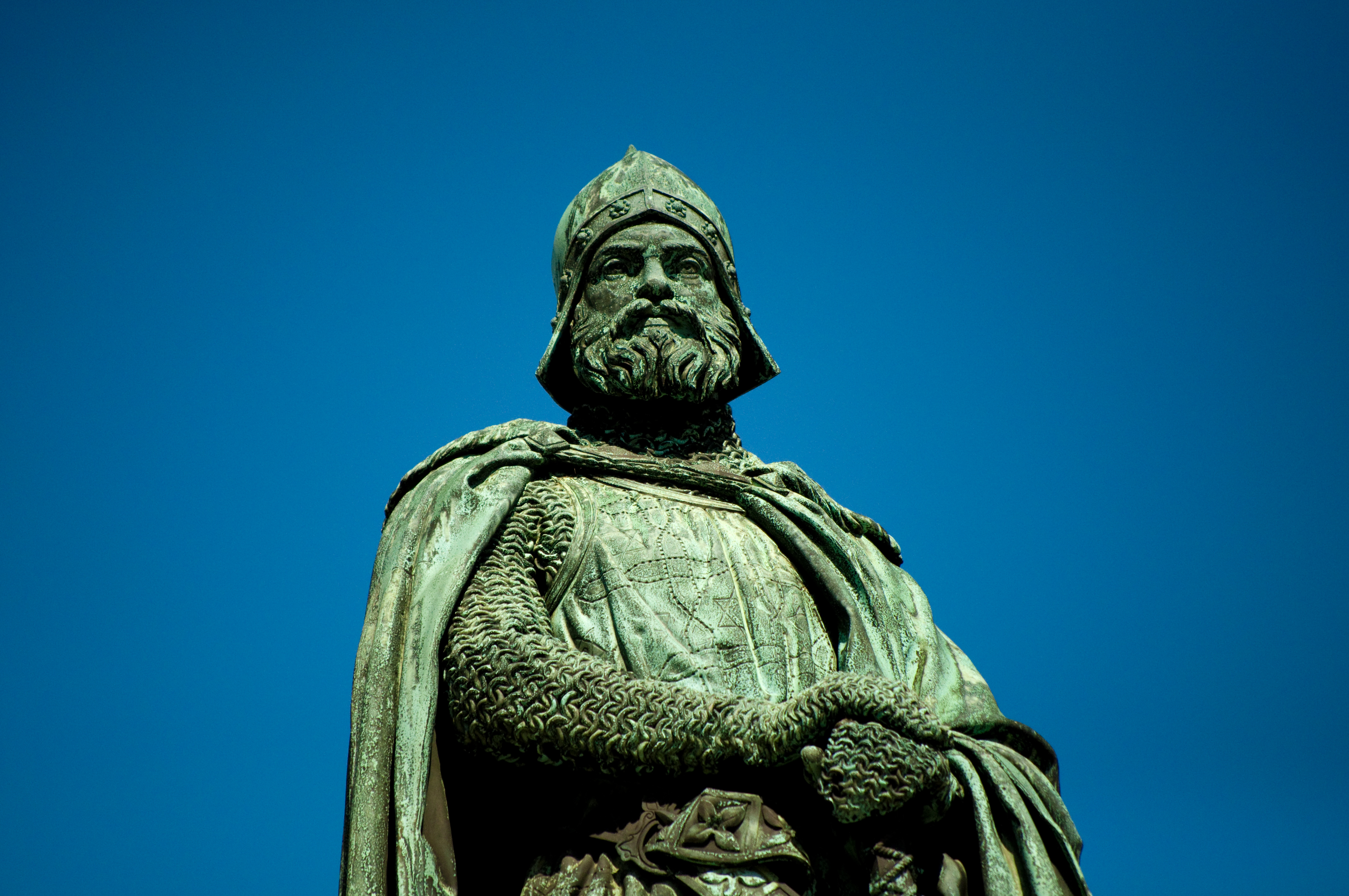
スウェーデン軍の指揮官・ビルゲルの像（ストックホルム）

13世紀には、スウェーデン・ノヴゴロド両国の関心はフィンランドで交錯した。9世紀より、ノヴゴロド軍はフィンランドのヤミ（エミ）族への定期的な遠征を行っていた。スウェーデンもまた1240年代にヤミ族に対する遠征軍を派遣し、ノヴゴロド軍と衝突した。この紛争は1249年にスウェーデンがフィンランドを征服する形で終結した。スウェーデンが征服した各地域では、カトリック化が推し進められた。
モンゴルのルーシ侵攻の後、ローマ教皇グレゴリウス9世は、リヴォニア騎士団、デンマーク、スウェーデンの領主によるルーシへの十字軍(ru)を提唱した。1240年の夏、ビルゲルを長とするスウェーデン軍がネヴァ川岸（支流のイジョラ川河口付近）に上陸し、ラドガを陥した。スウェーデン軍侵入の報を受けたノヴゴロド公アレクサンドルは、自身のドルジーナ（近衛）隊とノヴゴロドのオポルチェニエ(ru)（民兵）隊とを率いて出撃し、ネヴァ川河畔に滞陣中のスウェーデン軍に奇襲をかけた。この戦いでスウェーデンの陣と多くの船が破壊され、ノヴゴロド軍の勝利に終わった（ネヴァ川の戦い）。ノヴゴロド公アレクサンドルはこの勝利をもって、後世にはアレクサンドル・ネフスキー（ネヴァ川のアレクサンドル）と称されることになる。なお、同年リヴォニア騎士団が、イズボルスク、プスコフ等のチュド湖周辺へ遠征軍を派遣したが、1242年、チュド湖において、同じくアレクサンドルによって撃破されている（氷上の決戦）。
スウェーデン敗北の7年後、ノヴゴロド軍はスウェーデン統制下のフィンランドに進入し、同地を荒廃させた。

## 第三次スウェーデン十字軍前後

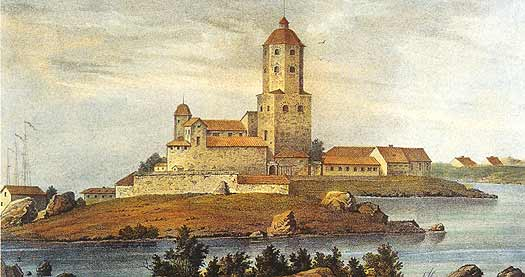
1293年に建設されたヴィボリ / ヴィボルグ城（1840年画）

1284年、ノヴゴロドの支配下にあったカレリア人から貢税を徴収するために、Torgils Knutsson(ru)を長とする艦隊がラドガ湖に侵入した。これに対し、ポサードニクのセミョーンを長とするノヴゴロド軍は、帰路につくスウェーデン軍をネヴァ川河口で待ち伏せて攻撃し、軍艦の大部分を破壊した。
1293年、スウェーデンはカレリア西部を占領し、ヴィボルグにヴィボリ城(ru)（ヴィボルグはロシア語名、ヴィボリはスウェーデン語名）を建設した。同年、ノヴゴロド軍はヴィボリ城を包囲するが不首尾に終わった。
1300年、Torgils Knutssonの指揮するスウェーデン軍が、ネヴァ川とオフタ川(ru)との合流点に上陸し、Landskrona要塞(ru)を構築した。ルーシの年代記は、これをヴェネツ・ゼムリャー（直訳：冠の地）と記している。Landskronaは非常に堅固な要塞であった。ノヴゴロド軍はスウェーデンの軍艦の破壊を狙い、筏を急造してオフタ川に放ったが、スウェーデン軍のほうが先にオフタ川に木材で堰を築き、ノヴゴロド軍の阻害に成功した。要塞への強襲も成功せず、ノヴゴロドの攻撃部隊は撤退した。同年の秋、スウェーデン軍は300人の駐屯部隊を残して本国に帰還した。翌1301年の春、ウラジーミル大公アンドレイの指揮するスーズダリ・ノヴゴロド軍がLandskrona要塞を包囲した。立てこもるスウェーデン軍は飢餓と壊血病によって弱体化し、長期の抗戦をなしえなかった。同年5月18日、ノヴゴロド軍は要塞内部への侵入に成功し、駐屯部隊を殺戮、また要塞に火をかけて破壊し、要塞を陥落させた。
14世紀初頭から両国の関係は緊張し、恒常的な戦争状態にあった。1310年、ノヴゴロド軍は、ラドガ湖に流入するヴオクサ川流域に小都市を再建するための遠征を行った。古い堡塁を元に、ノヴゴロドにとって同地の重要拠点となったコレラ要塞(ru)が建設された。スウェーデン軍もこれに応じて艦隊を発し、焼き討ちをかけている。
1311年、ドミトリー・ロマノヴィチ率いるノヴゴロド軍がフィンランド湾を横切り、フィンランドへの遠征を行った。ノヴゴロド軍はBorgåからタヴァステフスにかけての地域を占領し、莫大な戦利品を得た。1314年にノヴゴロドの支配に不満を抱いた同地のカレリア人が反乱を起こしてノヴゴロドの統治者を殺し、スウェーデンに支援を求めたが、数ヵ月後に再びノヴゴロドの従属下に置かれた。
1318年、ノヴゴロド軍はフィンランド南西のオーボを攻撃し、街、大聖堂、Kustö司教城を焼き払った。

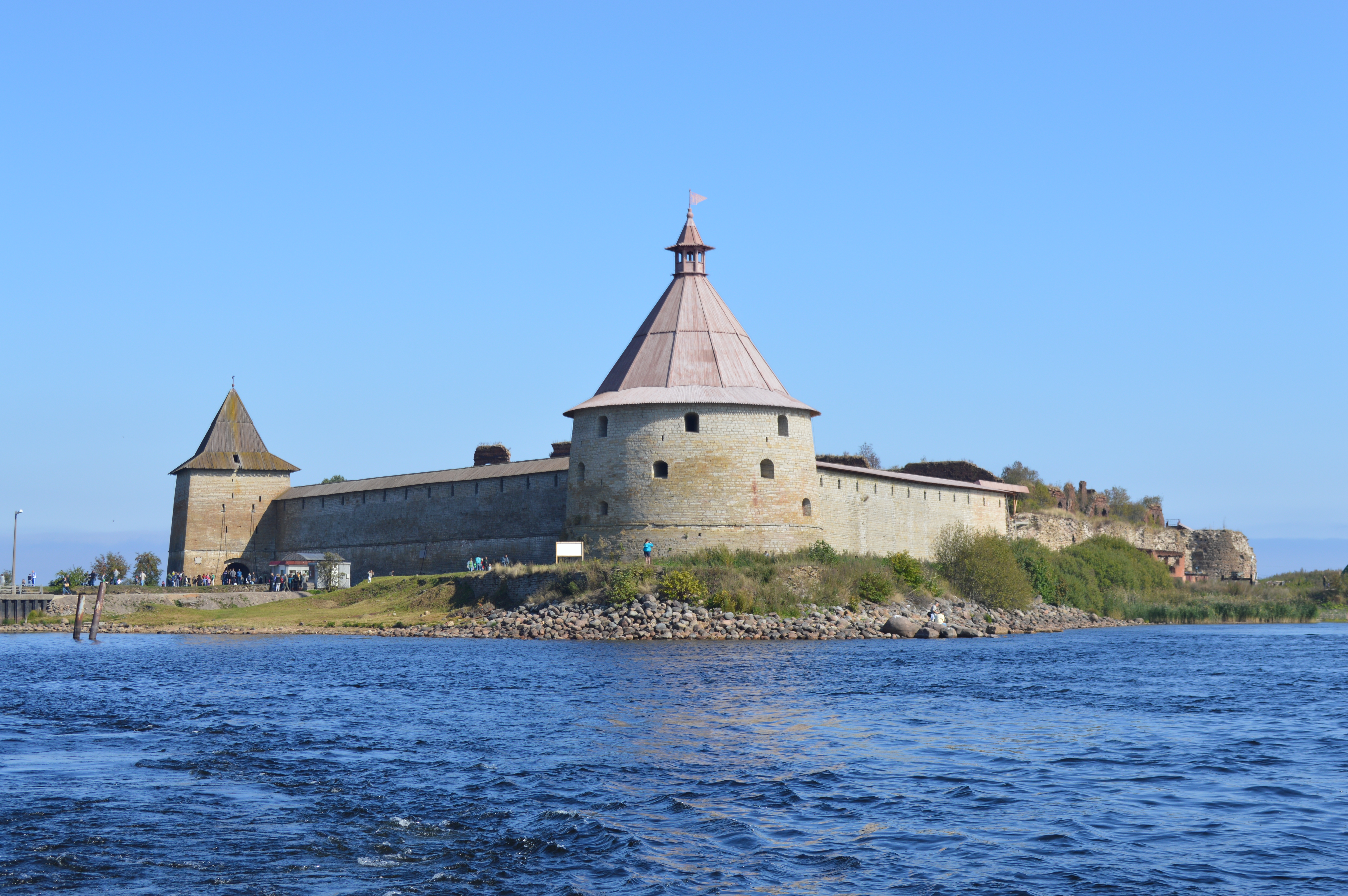
1323年建設、オレシェク要塞

1323年、モスクワ大公（兼ノヴゴロド公）ユーリーがヴィボルグを包囲したが、陥すことができなかった。同年、ノヴゴロド人はネヴァ川河口（ラドガ湖に注ぐ）のオレシェクに、ネヴァ川を押さえる重要拠点となるオレシェク要塞(ru)を建設した。

## オレシェク / ノーテボリ条約とマグヌス4世の遠征

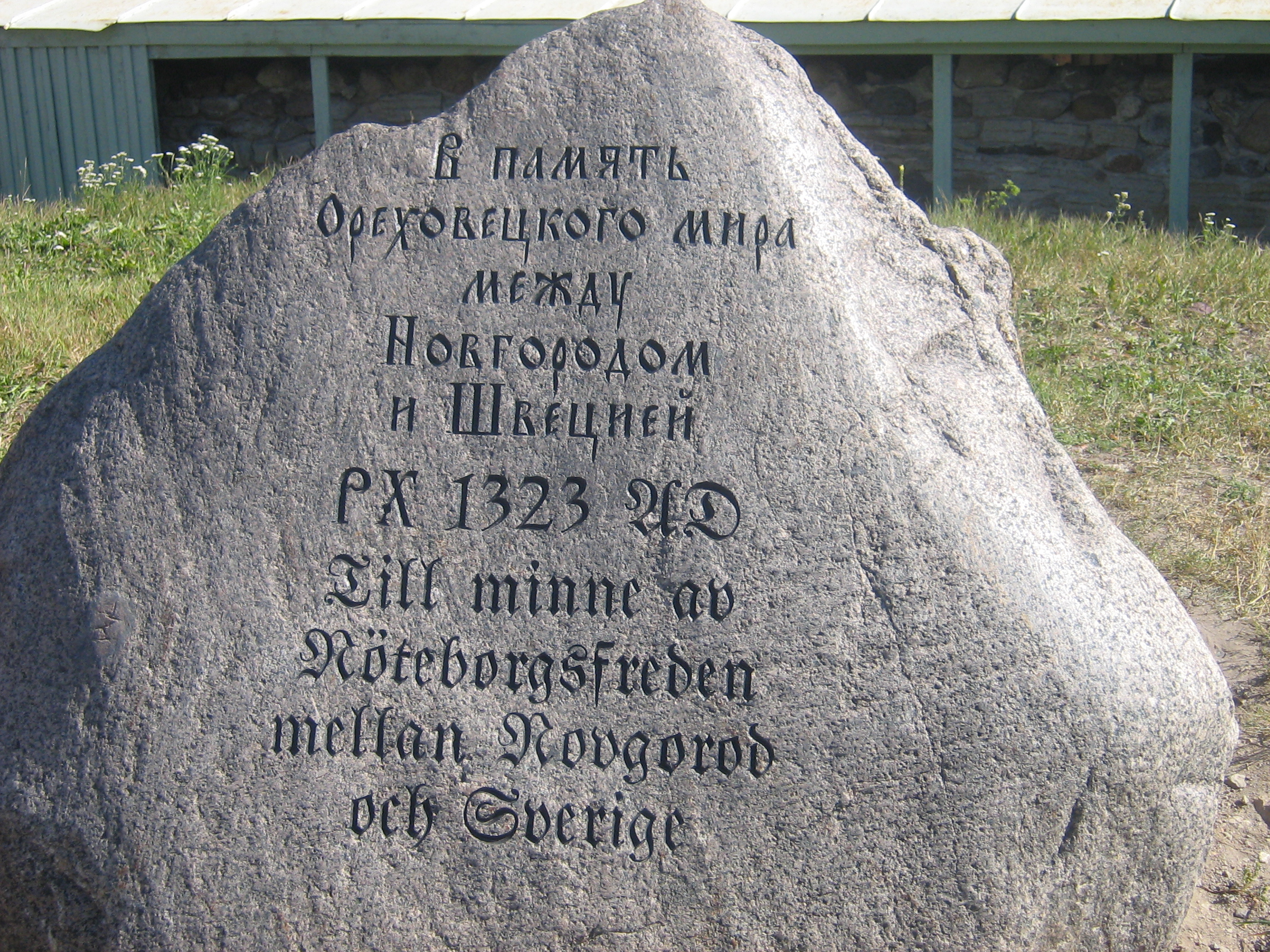
オレシェク / Nöteborg条約の記念碑

1323年8月12日、オレシェク要塞において、スウェーデン・ノヴゴロド間で最初の国境確定条約(ru)が結ばれた（条約名は地名に拠り、ロシア語準拠でオレシェク条約、スウェーデン語準拠でノーテボリ条約）。この条約は締結に先立ち、恒久の和平条約とうたわれていたが、結果的には一時的な和平条約となった。しかしフィンランドでは、この国境線条約の成立によって一定的なスウェーデン＝フィンランドの成立と見做される。この条約は、スウェーデンのフィンランド沿岸部の支配権と、ノヴゴロドのバルト海への出口の進出を保証していた。また、ハンザ同盟を中心とするドイツ人商人の通行の安全確保を目的とするものでもあった。
1328年以前から、スウェーデンは、条約によりノヴゴロドに帰属していたカレリア地峡東部の住民への支配権の掌握に動き出していた。1337年に、カレリア人(ru)がノヴゴロドに対して蜂起した際には、スウェーデン王マグヌス4世は反乱軍を支援する軍を送った。スウェーデン軍はしばらくの間コレラ要塞(ru)を占拠し、対するノヴゴロド軍は翌年にヴィボルグを包囲した。その後まもなくして休戦協定が結ばれた。
休戦の10年後、マグヌス4世はノヴゴロドにローマ教皇の権威を認めることを求めた。『ノヴゴロド第一年代記』、『ノヴゴロド第四年代記(ru)』によると、マグヌス4世はノヴゴロド人に、自身の哲学（カトリック神学）の討議への参加を求め、論戦で宗教的紛争の勝利を得ようとしたとされる。それに対し、ノヴゴロド大主教ヴァシリー(ru)は、ノヴゴロドの上流層やポサードニクと協議し、「彼我の信仰において、何れがよりよき信仰であるか知りたいならば、討議に我ら僧正を派遣せよ。我らはギリシャより信仰を得た者（ビザンツ伝来の正教徒）である。」と述べたと記されている。この応答を知ったマグヌス4世は、1348年に軍勢を揚陸させ、8月にはオレシェクを占領した(ru)。しかし秋には、ノヴゴロド軍はひそかにヴォルホフ川経由で船団を送り、オレシェクに停泊中のスウェーデンの軍艦を急襲して撃破した。翌1349年2月、ノヴゴロド軍はオレシェクを奪還した。
1350年、マグヌス4世は再度攻撃を仕掛けたが不首尾に終わった。また、同年北欧ではペストが広がり、マグヌス4世の軍事行動は終結した。

## グレゴリウス11世による十字軍宣言
1370年代に、ボスニア湾を支配しようとしたスウェーデンの試みに対し、ノヴゴロド側は、オウル川デルタ周辺への築城を余儀なくされた。スウェーデンもまた、付近に築城することでこれに応じた。1377年ノヴゴロド軍がスウェーデン側の城を攻撃したが、これを占拠することはできなかった。翌1388年、ローマ教皇グレゴリウス11世は両国の紛争に干渉し、ノヴゴロドに対する十字軍開始の教皇勅書を公表した。これにより、ノヴゴロド側はフィンランド西海岸を放棄せざるを得なかった。その後、1392年、1411年に軍事衝突が起きている。

## その後
15世紀には、スウェーデンはカルマル同盟内部での闘争の渦中にあり、ノヴゴロドもまたモスクワ大公国に吸収され、消滅することになる。スウェーデン、ノヴゴロド両国の最終的な衝突は1445年のことであった。ただし、ノヴゴロドを吸収したロシア国家（モスクワ大公国、ロシア・ツァーリ国、ロシア帝国と変遷。）とスウェーデンとの対立は、19世紀初めまで継続することになる。フィンランドではこの時代、スウェーデン王権の元で法的地位が向上していき、1362年のマグヌス4世の選出以降は、国王選出に関わるようになった。しかしそれは、スウェーデン系を中心としたスウェーデン語を母語とする人々であった。また、12世紀から15世紀にかけての両国の諸戦闘の結果、フィンランドは西方教会（カトリック）に、カレリアは東方教会（正教会）に分割されることとなった。